# Seinäjoen Tangomarkkinat

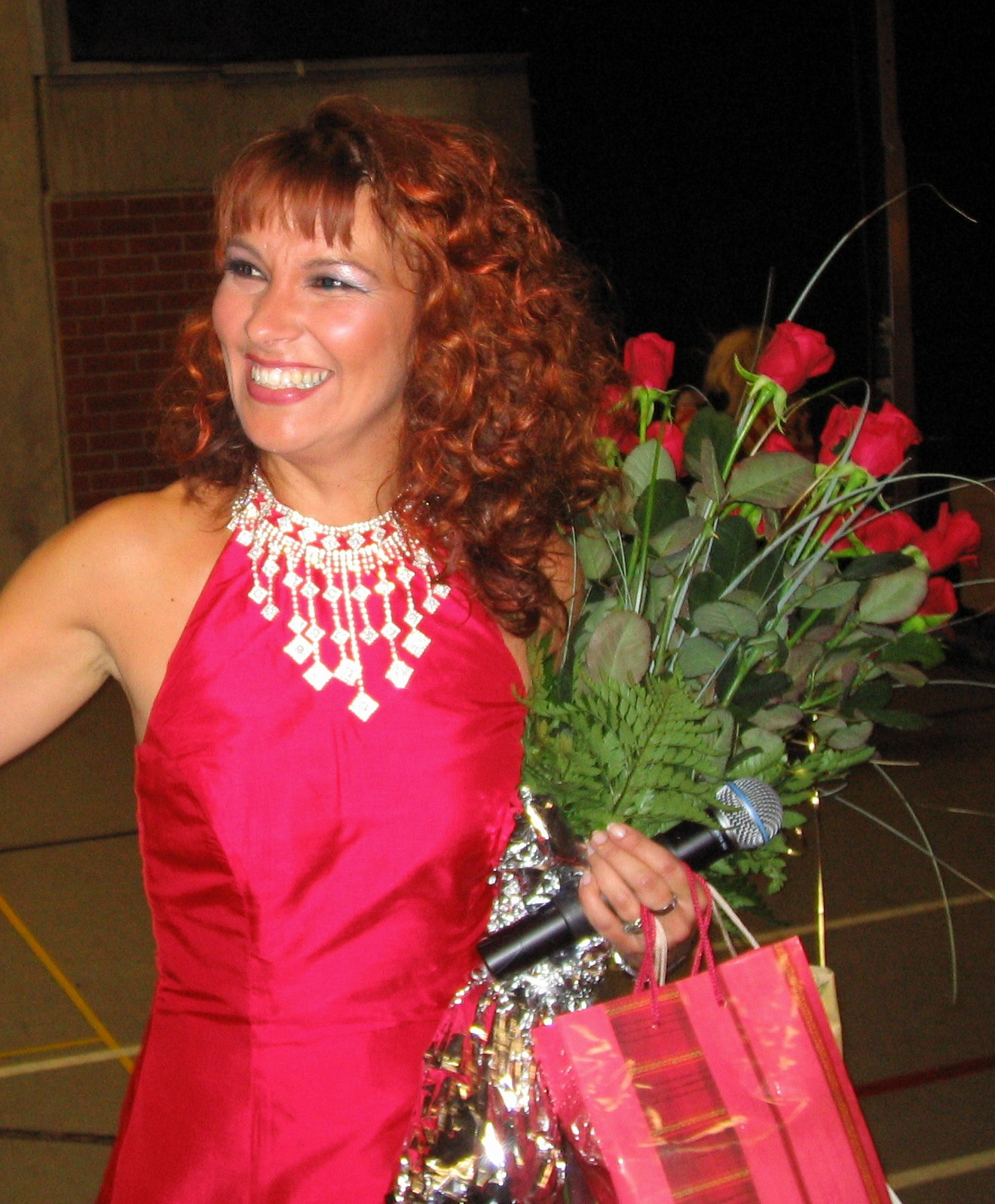
Arja Koriseva, la regina del tango dell'edizione del 1989.

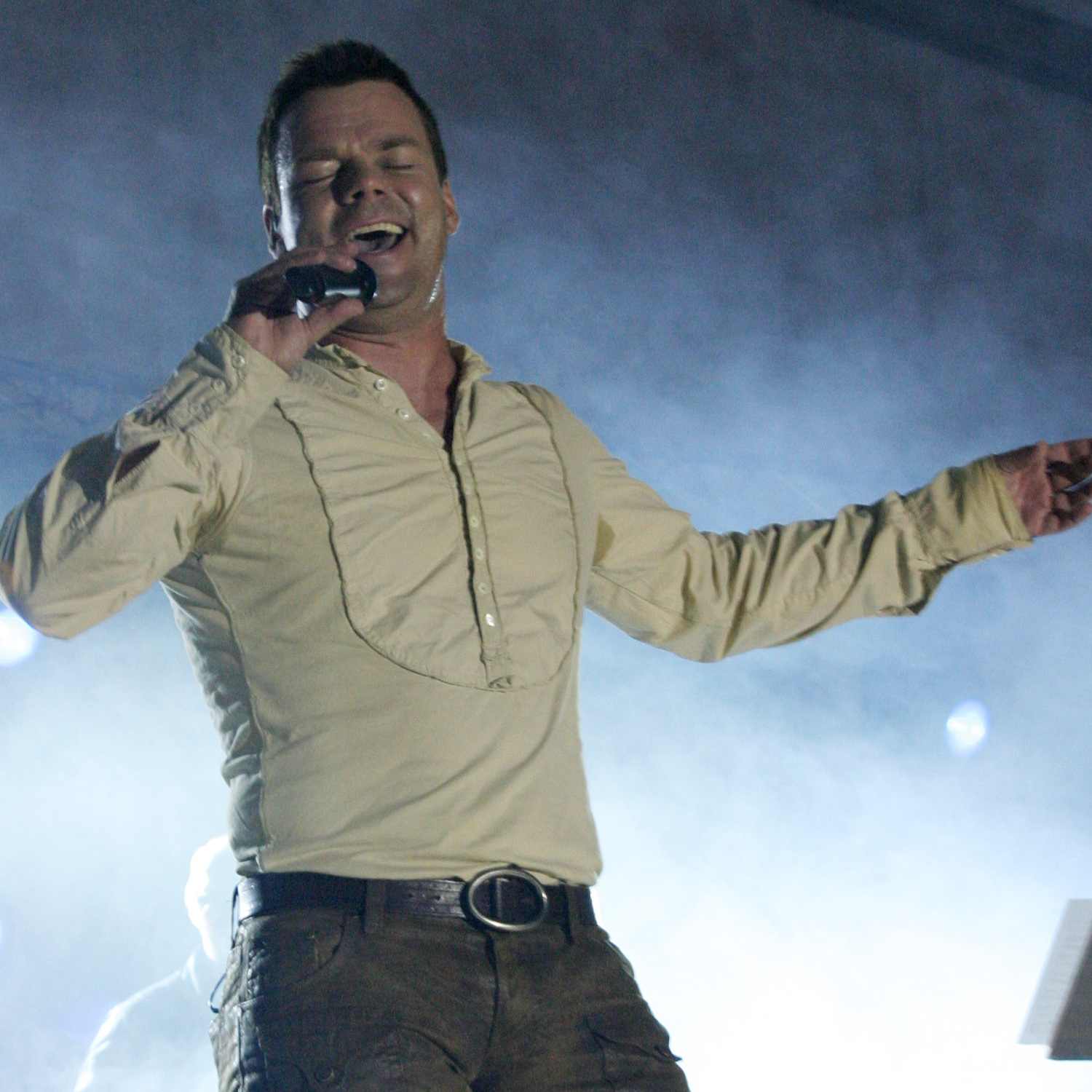
Jari Sillanpää, il re del tango dell'edizione del 1995.

Il Seinäjoen Tangomarkkinat, che in lingua finlandese significa "fiera del tango di Seinäjoki", è un festival musicale finlandese svolto ogni estate nella città di Seinäjoki e incentrato sulla musica schlager finlandese.

## Storia
Il tango è stato introdotto in Finlandia nel 1913, anno in cui alcune scuole di ballo di Helsinki hanno iniziato ad insegnare la disciplina argentina. Se negli anni '20 era conosciuto solo dai benestanti della capitale, nel secondo dopoguerra il tango ha visto una diffusione nazionale, tanto che i dischi con questo tipo di musica comprendevano più della metà della classifica nazionale.
La prima edizione del Seinäjoen Tangomarkkinat si è svolta nel secondo weekend del luglio del 1985 ed è stata trasmessa su MTV3, e ha attratto più di 18.000 partecipanti. L'edizione più popolare è stata quella del 1995, che ha visto più di 100.000 partecipanti. Il festival è comunque rimasto molto apprezzato fra i finlandesi, tanto che le tre serate in diretta dell'edizione del 2016 hanno registrato oltre due milioni di telespettatori in un paese con 5,5 milioni di abitanti.
Il primo re del tango è stato Kauko Simonen. A partire dal 1987 viene eletta, oltre al re, anche la regina del tango, fatta eccezione per le edizioni dal 2009 al 2012, in cui c'è stato un solo vincitore. Solitamente i vincitori hanno avuto accesso a contratti discografici, iniziando delle vere e proprie carriere musicali di successo. Arja Koriseva, la regina del tango del 1989, e Jari Sillanpää, il vincitore dell'edizione del 1995, hanno goduto fra tutti del maggiore successo commerciale.

## Vincitori
| Anno | Re del tango (Tangokuningas) | Regina del tango (Tangokuningatar) |
| ---- | ---------------------------- | ---------------------------------- |
| 1985 | Kauko Simonen                | —                                  |
| 1986 | Teuvo Oinas                  | —                                  |
| 1987 | Harri Lahti                  | Arja Sipola                        |
| 1988 | Kari Piironen                | Kirsi Rissanen                     |
| 1989 | Risto Nevala                 | Arja Koriseva                      |
| 1990 | Jouni Raitio                 | Jaana Lammi                        |
| 1991 | Jaska Mäkynen                | Kaija Pohjola                      |
| 1992 | Mika Pohjonen                | Eija Kantola                       |
| 1993 | Sebastian Ahlgren            | Merja Raski                        |
| 1994 | Sauli Lehtonen               | Tiina Räsänen                      |
| 1995 | Jari Sillanpää               | Marita Taavitsainen                |
| 1996 | Tomi Markkola                | Saija Varjus                       |
| 1997 | Matti Korkiala               | Niina Päivänurmi                   |
| 1998 | Jouni Keronen                | Kirsi Ranto                        |
| 1999 | Petri Hervanto               | Taina Kokkonen                     |
| 2000 | Antti Raiski                 | Mira Kunnasluoto                   |
| 2001 | Erkki Räsänen                | Mira Sunnari                       |
| 2002 | Mikko Kilkkinen              | Johanna Pakonen                    |
| 2003 | Kari Hirvonen                | Saija Tuupanen                     |
| 2004 | Tommi Soidinmäki             | Johanna Debreczeni                 |
| 2005 | Saska Helmikallio            | Kati Fors                          |
| 2006 | Marko Lämsä                  | Elina Vettenranta                  |
| 2007 | Henri Stenroth               | Jenna Bågeberg                     |
| 2008 | Jukka Hallikainen            | Hanna Talikainen                   |
| 2009 | Amadeus Lundberg             | —                                  |
| 2010 | Marko Maunuksela             | —                                  |
| 2011 | —                            | Mervi Koponen                      |
| 2012 | Pekka Mikkola                | —                                  |
| 2013 | Kyösti Mäkimattila           | Heidi Pakarinen                    |
| 2014 | Teemu Roivainen              | Maria Tyyster                      |
| 2015 | Aki Samuli                   | Susanna Heikki                     |
| 2016 | Marco Lundberg               | Erika Vikman                       |
| 2017 | Teijo Lindström              | Aino Niemi                         |
| 2018 | Jarno Kokko                  | Saana Sassali                      |
| 2019 | Johannes Vatjus              | Pirita Niemenmaa                   |